# 桂陽君
桂陽君李璔（：／；1427年—1464年8月16日），字顯之（현지），本貫全州。朝鮮王朝的王族。諡号忠昭。

## 生涯
李璔是朝鮮世宗第八子，為慎嬪金氏所生，有五個同母弟，分別是義昌君李玒、密城君李琛、翼峴君李璭、寧海君李瑭、潭陽君李璖。李璔於1434年受封桂陽君。他愛好學問、性格謙虚，在諸庶子中最受世宗寵愛。
端宗繼位後，桂陽君支持領議政首陽大君李瑈。後來李瑈（世祖）篡奪王位，他獲得輸忠衛社同德佐翼功臣一等錄勳。桂陽君深受世祖的信任和寵愛，署務出納，還參與王室的各種祭祀活動。
1460年，海陽大君李晄（後來的睿宗）結婚，他被任命為嘉禮都監，主持婚禮。桂陽君嗜酒，常常邀請弟弟翼峴君一起飲酒至大醉。1463年，翼峴君因酗酒而死，世祖頗為惋惜，說這都是桂陽君的錯。1464年4月，桂陽君也因為酗酒臥病在床，8月16日去世。世祖甚為悲痛，賜諡忠昭，輟朝三日，賜肉膳致祭。

## 家族
| 称谓     | 姓名          | 生卒        | 备注                                        |
| -------- | ------------- | ----------- | ------------------------------------------- |
| 父亲     | 李祹 朝鮮世宗 | 1397 - 1450 | 朝鲜王朝第4代国王。                         |
| 母亲     | 慎嬪金氏      | 1406 - 1464 | 昭宪王后宫女，后来被世宗宠幸。              |
| 异母兄   | 李瑈 世祖     | 1417 - 1468 | 昭宪王后次子，首阳大君，朝鲜王朝第7代国王。 |
| 同母弟   | 李玒 義昌君   | 1428 - 1460 | 世宗第十子，金氏次子。                      |
| 同母弟   | 李琛 密城君   | 1430 - 1479 | 世宗第十二子，金氏三子。                    |
| 同母弟   | 李璭 翼峴君   | 1431 - 1463 | 世宗第十四子，金氏四子。                    |
| 同母弟   | 李瑭 寧海君   | 1435 - 1477 | 世宗第十七子，金氏五子。                    |
| 同母弟   | 李璖 潭陽君   | 1439 - 1450 | 世宗第十八子，金氏六子。                    |
| 同母姐妹 | 全州李氏      |             | 翁主，夭折。                                |
| 同母姐妹 | 全州李氏      |             | 翁主，夭折。                                |
| 侄孙     | 李晄 朝鮮睿宗 | 1450 - 1469 | 世祖第三子，朝鲜王朝第8代国王。             |